# 许克斯瓦根
许克斯瓦根（德語：Hückeswagen，發音：[ˈhʏkəsˌvaːɡn̩] ⓘ）是德国北莱茵-威斯特法伦州科隆行政区上贝格县的城市，面积50.52平方千米，2023年12月31日人口为14,770人。